# Krunoslav Slabinac
Krunoslav "Kićo" Slabinac, född 28 mars 1944 i Osijek, död 13 november 2020 i Zagreb, var en kroatisk sångare och politiker.
Efter att Slabinac gav ut sin första singel, Plavuša, 1969 blev han snabbt en av Jugoslaviens mest populära artister. Han fick sitt genombrott då han vann Opatijafestivalen 1970 med låten Više nećeš biti moja. Året därpå deltog han i Jugovizija, den jugoslaviska uttagningen till Eurovisionen, med bidraget Tvoj dječak je tužan och vann. I Eurovision Song Contest kom han på fjortondeplats med 68 poäng. Hans deltagande i tävlingen var också en bidragande orsak till hans växande popularitet i Jugoslavien. Han har även deltagit i Jugovizija 1970 och 1973. I mitten av 70-talet genomförde han även en turné i USA. Vid denna tid började hans musik också bli mer influerat av folkmusik från den kroatiska regionen Slavonien och texterna handlade inte sällan om hemstaden Osijek. Han gjorde också framträdanden i slavonisk folkdräkt, vilket var kontroversiellt i Jugoslavien vid denna tid, då det sågs som ett uttryck för kroatisk nationalism. Han har även varit verksam som politiker och var ledamot i det kroatiska parlamentet 1997–2001.
Kićo dog på ett sjukhus i Zagreb den 13 november 2020 av komplikationer som följde en hjärtoperation under sommaren 2020.

## Diskografi

### Studioalbum
- Tvoj dječak je tužan (1971)
- Tužna Je Anuška (1972)
- Hej bećari (1975)
- Da Sam Tvoje Riječi Slušao Majko (1976)
- Pružimo Si Ruke (1976)
- Pusti noćas svoje kose (1978)
- Seoska sam lola (1979)
- Rock and Roll (1981)
- Svatovac (1983)
- Dok Sanjaš (1984)
- Krunoslav Slabinac (1984)
- Christmas with Kićo (1984)
- Rock and Roll 2 (1985)
- Stani suzo (1985)
- Dal' se sjećaš (1986)
- Oj, garava, garava (1987)
- Tiho, tiho uspomeno (1988)
- Za tebe (1991)
- Ako zora ne svane (1995)
- Sve najbolje (1995)
- Zlatna kolekcija (2006)

### Singlar
- Plavuša (1969)
- Cvijet čežnje (1970)
- Ne pitaj s kim ni zašto (1970)
- U dugim noćima (1970)
- Vjenčanja neće biti (1970)
- Čija si (1971)
- Pusti da te vodim (1971)
- Tragovi (1971)
- Tri slatke riječi (1971)
- Zbog jedne divne crne žene (1972)
- Idi (1973)
- Plavi pingvin (1973)
- U ime slobode (1974)
- Kad su tukle stare ure (1979)
- Letaj mi gulabe (1989)